# Orthochirus olivaceus
Espèce
Synonymes
- Orthodactylus olivaceus Karsch, 1881
- Butheolus aristidis Simon, 1882

Orthochirus olivaceus est une espèce de scorpions de la famille des Buthidae.

## Distribution
Cette espèce se rencontre dans le Sud de l'Égypte et dans le Nord du Soudan.

## Description
Orthochirus olivaceus mesure de 23 à 30 mm.

## Systématique et taxinomie
Cette espèce a été décrite sous le protonyme Orthodactylus olivaceus par Karsch en 1881. Elle est placée en synonymie avec Orthodactylus schneideri par Karsch en 1886, avec Butheolus melanurus par Pocock en 1890 puis avec Butheolus scrobiculosus par Birula en 1909. Elle est relevée de synonymie par Kovařík, Fet et Siyam en 2020.
Butheolus aristidis a été placée en synonymie par Kovařík, Fet et Siyam en 2020, elle est relevée de synonymie par Lourenço et Ythier en 2021 puis replacée en synonymie par Kovarik et Lowe en 2022.

## Publication originale
- Karsch, 1881 : « Uebersicht der europäischen Skorpione. » Berliner entomologische Zeitschrift, vol. 25, p. 89–91 (texte intégral).